# 시게트바르구

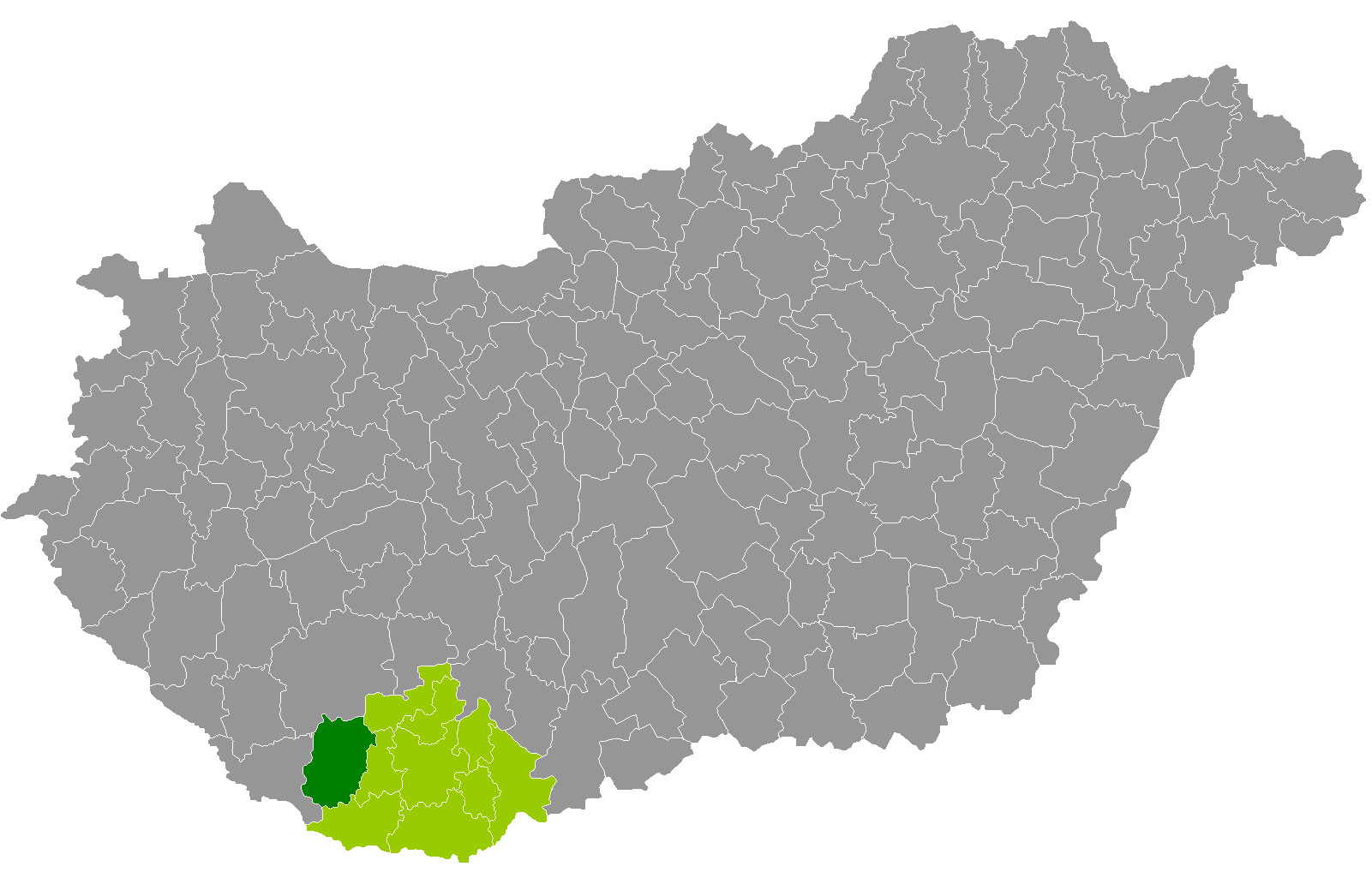
버러녀주 지도에 표시된 시게트바르구의 위치

시게트바르구(헝가리어: Szigetvári járás)는 헝가리 버러녀주에 위치한 구로 구청 소재지는 시게트바르이며 면적은 656.76km2, 인구는 25,002명(2011년 기준), 인구 밀도는 38명/km2이다.
북쪽으로는 쇼모지주 커포슈바르구, 동쪽으로는 헤지하트구, 센틀뢰린츠구, 남쪽으로는 셰예구, 서쪽으로는 쇼모지주 버르치구와 접한다. 45개 지방 자치체(1개 시, 44개 마을)를 관할한다.

구 문장